# Curva fechada de tipo tempo
Em física matemática, uma curva fechada de tipo tempo (do inglês: closed timelike curve - CTC) é uma linha do universo em um distribuidor Lorentziano, de um material de partículas no espaço-tempo que é "fechado", retornando ao seu ponto de partida. Esta possibilidade foi descoberta por Willem Jacob van Stockum em 1937 e mais tarde confirmada por Kurt Gödel em 1949, que descobriu uma solução para as equações da relatividade geral (RG), permitindo as CTCs conhecidos como métrica de Gödel; e, desde então, outras soluções da RG contendo as CTCs foram encontradas, como o cilindro Tipler e buracos de minhoca passíveis de travessia. Se as CTCs existem, sua existência parece implicar, pelo menos, a possibilidade teórica de viagem no tempo para trás no tempo, aumentando o espectro do paradoxo do avô, embora o princípio de autoconsistência de Novikov pareça mostrar que tais paradoxos poderiam ser evitados. Alguns físicos especulam que os CTCs, que aparecem em certas soluções da RG podem ser governadas por uma futura teoria da gravidade quântica, que iria substituir a RG, uma ideia que Stephen Hawking rotulou como a conjectura de proteção cronológica. Outros observam que, se cada curva fechada de tipo tempo em um determinado espaço-tempo passa através de um horizonte de evento, uma propriedade que pode ser chamada censura cronológica, então que o espaço-tempo com o horizonte de evento excisados ainda seria causalmente bem comportado e um observador pode não ser capaz de detectar a violação causal.

## Cones de luz

O cone de luz inferior é característica dos cones de luz no espaço plano—todas as coordenadas de espaço-tempo incluído no cone de luz têm tempos posteriores. O cone de luz superior não apenas inclui outras localizações espaciais ao mesmo tempo, ele não inclui em tempos futuros, e inclui tempos anteriores.

Ao discutir a evolução de um sistema em relatividade geral, ou mais especificamente, o espaço de Minkowski, os físicos muitas vezes se referem a um "cone de luz". Um cone de luz representa qualquer possível evolução futura de um objeto dado o seu estado atual, ou todos os locais possíveis, dada a sua localização atual. Os possíveis locais futuros de um objeto são limitados pela velocidade que o objeto pode se mover, que é, no máximo, a velocidade da luz. Por exemplo, um objeto localizado na posição p no tempo t0 só pode mover para locais dentro de p + c(t1 − t0) pelo tempo t -1.
Isto é comumente representado em um gráfico com localizações físicas ao longo do eixo horizontal e o tempo correndo verticalmente, com unidades de {\displaystyle } para o tempo e a ct para o espaço. Cones de luz nesta representação aparecem como linhas em 45 graus centrada no objeto, como a luz viaja a {\displaystyle } por {\displaystyle }. No diagrama, cada possível localização futura do objeto encontra-se dentro do cone. Adicionalmente, cada localização espacial tem um tempo futuro, o que implica que um objeto pode ficar em qualquer local no espaço indefinidamente.
Qualquer ponto no diagrama é conhecido como um evento. Eventos separados são considerados tipo tempo ("timelike") se eles são separados entre o eixo do tempo, ou tipo espaço ("spacelike") se diferem ao longo do eixo de espaço. Se o objeto estava em queda livre, ele iria viajar até o eixo-t; se acelera, ele move-se através do eixo x também. O caminho real que um objeto traça através do espaço-tempo, ao contrário do que ele poderia tomar, é conhecido como a linha do universo ("worldline"). Outra definição é a de que o cone de luz representa todas as possíveis linhas do universo.
Em exemplos "simples" de métricas do espaço-tempo o cone de luz é dirigido para a frente no tempo. Isso corresponde para o caso comum de que um objeto não pode estar em dois lugares de uma só vez, ou alternativamente que ele não pode mover-se instantaneamente para outro local. Nestes espaços-tempo, as linhas de universo de objetos físicos são, por definição, tipo tempo. No entanto, esta orientação só é verdadeira em espaços-tempo "localmente planos". Em espaços-tempo curvados o cone de luz vai ser "inclinado" ao longo da geodésica do espaço-tempo. Por exemplo, ao mover-se nas proximidades de uma estrela, a gravidade da estrela irá "puxar" o objeto, afetando sua linha do universo, assim as suas possíveis posições futuras ficarão mais perto da estrela. Isto aparece como um cone de luz ligeiramente inclinado no correspondente diagrama de espaço-tempo. Um objeto em queda livre neste caso continua a mover-se ao longo de seu eixo-{\displaystyle } local, mas para um observador externo parece que está também a acelerar-se no espaço—uma situação comum se o objeto está em órbita, por exemplo.
Em exemplos extremos, em espaços-tempo com adequadas métricas de alta curvatura, o cone de luz pode ser inclinado para além de 45 graus. Isso significa que há potenciais posições "futuras", a partir do quadro de referência do objeto, que são separadas em tipo espaço para os observadores externos em um quadro de descanso. Deste ponto de vista externo, o objeto pode se mover-se instantaneamente através do espaço. Nestas situações, o objeto poderá ter de mover-se, pois sua presente localização espacial não estaria em seu próprio cone de luz futuro. Além disso, com inclinação suficiente, existem locais de eventos que estão no "passado", como visto a partir do lado de fora. Com uma movimentação adequada do que lhe parece seu próprio eixo de espaço, o objeto aparece para viajar através do tempo como visto externamente.
Uma curva fechada de tipo tempo pode ser criada se uma série de tais cones de luz são configuradas de modo a fazer um loop de volta, então seria possível para um objeto mover-se neste ciclo e voltar para o mesmo lugar e tempo em que ele começou. Um objeto em uma órbita do tipo voltaria várias vezes para o mesmo ponto no espaço-tempo se ele permanecesse em queda livre. Voltar para a localização original no espaço-tempo seria apenas uma possibilidade; o cone de luz futuro do objeto incluiria pontos no espaço-tempo para a frente e para trás no tempo, e por isso deveria ser possível para o objeto envolver-se em viagem no tempo sob essas condições.

## Relatividade geral
Os CTCs aparecem em soluções exatas inquestionáveis localmente para as equações de campo de Einstein da relatividade geral, incluindo algumas das mais importantes soluções. Estas incluem:
- o espaço Misner (que é espaço de Minkowski orbivariado por um discreto aumento);
- o vácuo Kerr (que modela um buraco negro rotacionante e descarregado);
- o interior de uma buraco negro BTZ rotacionante;
- a poeira de van Stockum (que modela uma configuração de poeira cilindricamente simétrica);
- o Gödel lambdadust (que modela uma poeira com um termo cosmológico constante cuidadosamente escolhido);
- o cilindro de Tipler (uma métrica cilindricamente simétrica com os CTCs);
- soluções Bonnor-Steadman que descrevem situações de laboratório tais como duas bolas girando;
- J. Richard Gott propôs um mecanismo para criar os CTCs usando cordas cósmicas.

Alguns desses exemplos são, como o cilindro de Tipler, algo artificiais, mas a parte exterior da solução de Kerr é pensada para ser em algum sentido genérica, por isso é um bocado enervante saber que seu interior contém CTCs. A maioria dos físicos sensação de que os CTCs em tais soluções são artefatos.[carece de fontes?]

## Consequências
Uma característica de um CTC é que ele abre a possibilidade de uma linha do universo que não está ligada a tempos anteriores, e assim à existência de eventos que não podem ser rastreados para uma causa anterior. Normalmente, a causalidade exige que cada evento no espaço-tempo é precedido por sua causa em todo o quadro de descanso. Este princípio é fundamental no determinismo, que na linguagem da teoria geral da relatividade afirma que o conhecimento completo do universo em uma superfície Cauchy tipo espaço pode ser usado para calcular o estado completo do resto do espaço-tempo. No entanto, em um CTC, a causalidade é quebrada, porque um evento pode ser "simultâneo" com sua causa—em algum sentido, um evento pode ser capaz de causar si mesmo. É impossível determinar com base apenas no conhecimento do passado se algo que existe no CTC pode ou não interferir com outros objetos no espaço-tempo. Uma CTC portanto resulta em um horizonte de Cauchy, e uma região de espaço-tempo que não pode ser prevista a partir de perfeito conhecimento de algum tempo passado.
Nenhum CTC pode ser continuamente deformado como um CTC até um ponto (isto é, um CTC e um ponto não são homotópicos tipo tempo), pois o múltiplo não seria causalmente bem comportado nesse ponto. O recurso topológico que impede o CTC de ser deformada a um ponto é conhecido como um recurso topológico tipo tempo.
A existência de CTCs coloca restrições sobre os estados de campos de matéria-energia fisicamente permitidos no universo. Propagar uma configuração de campo ao longo da família de linhas do universo fechadas tipo tempo deve eventualmente resultar no estado que é idêntico ao original. Isso tem sido explorado por alguns cientistas como uma possível abordagem para refutar a existência dos CTCs.
A existência dos CTCs também implica equivalência de computação quântica e clássica (ambas em PSPACE).
Isto também implica que os computadores quânticos poderiam ser considerados máquinas do tempo a partir do ponto de vista de alguns observadores, embora isso seja altamente controverso, e sugira que a causalidade possa garantir a existência do multiverso.[carece de fontes?]

## Contraíveis versus não-contraíveis
Há duas classes de CTCs. Temos os CTCs contraíveis a um ponto (se já não insistirmos que estes têm de ser dirigidos ao futuro tipo tempo em todos os lugares), e temos os CTCs que não são contraíveis. Para estes últimos, podemos sempre ir para o espaço de cobertura universal, e restabelecer a causalidade. Para os primeiros, tal procedimento não é possível. Nenhuma curva fechada de tipo tempo é contraível a um ponto por uma homotopia tipo tempo entre curvas tipo tempo, pois este ponto não seria causalmente bem comportado.

## Horizonte Cauchy
A conjunto violador de cronologia é o conjunto de pontos através do qual os CTCs passam. O limite deste conjunto é o horizonte de Cauchy. O horizonte de Cauchy é gerado por geodésicas nulo fechadas. Associado a cada geodésica fechada nula há um fator de mudança de vermelho que descreve o redimensionamento da taxa de variação do parâmetro afim em torno de um loop. Devido a este fator de desvio para o vermelho, o parâmetro afim termina em um valor finito após infinitamente muitas revoluções, porque a série geométrica converge.